# Герб Жорнівки (Фастівський район)
Герб Жорнівки — один з офіційних символів села Жорнівки, Києво-Святошинського району Київської області.
Затверджений 4 квітня 2007 року рішенням № 3 5-ї сесії Княжицької сільської ради 5-го скликання.
Автори проекту герба — Андрій Гречило та Сергій Лисенко.

## Опис (блазон)
У золотому полі чорна чапля зі срібним дзьобом тримає правою лапою синє жорно (через що герб є промовистим), вгорі справа — червоний лапчастий хрест.
Щит вписаний у еклектичний картуш, увінчаний золотою сільською короною.

## Зміст
Жорновий камінь вказує на одну з версій про походження назви поселення від жорен. Чапля є представником місцевої фауни. Хрест є символом духовності, а також відображає приналежність села в XVIII ст. до монастирських володінь.
Золота корона з колосків означає сільський населений пункт.
Оформлення герба відповідає усталеним вимогам для гербів сільських громад.